# Avec le sourire
Pour plus de détails, voir Fiche technique et Distribution.
Avec le sourire est un film français réalisé par Maurice Tourneur, sorti en 1936.

## Synopsis
À Paris, Victor Larnois fait la connaissance de Gisèle Berthier, danseuse au music-hall « Le Palace ». Grâce à sa débrouillardise, Victor devient chasseur de l'établissement, puis secrétaire de Suzy Dorfeuil, la vedette, et se rend « indispensable » auprès du propriétaire, Villary. Bientôt, il s'arrange pour que Gisèle remplace Suzy.

## Fiche technique
- Titre original : Avec le sourire
- Réalisation : Maurice Tourneur
- Scénario et dialogues : Louis Verneuil
- Photographie : Armand Thirard, assisté de Louis Née
- Montage : Earle Darol
- Musique : Marcel Lattès
- Chansons : Charles Borel-Clerc, Marcel Lattès et Casimir Oberfeld (non crédité)
- Décors : Lucien Carré, Émile Duquesne
- Costumes : Georgette Cartigny
- Son : Antoine Archimbaud
- Société de production : Les Films Marquise
- Société de distribution : Métropole Distribution
- Pays de production :  France
- Langue de tournage : français
- Format : Noir et blanc  — 35 mm — 1,37:1 — Son mono
- Genre : Comédie
- Durée : 98 minutes (1 h 38)
- Date de sortie : 
  - France : 4 décembre 1936
- Affiches : Duccio Marvasi, Jean-Adrien Mercier (France)

## Chansons du film
Interprétées par Maurice Chevalier
- Le Chapeau de Zozo, paroles de René Sarvil, musique de Charles Borel-Clerc
- Y a du bonheur pour tout le monde
- Avec le sourire

## Accueil
« Cette indéniable réussite prouve que la France peut aussi produire des comédies, à la fois spirituelles et entraînantes, avec de multiples péripéties et un humour piquant. Les dialogues de Louis Verneuil s'appuient sur de constantes pointes de sarcasmes et, auprès de « Momo », Marie Glory et André Lefaur s'amusent et amusent beaucoup. Le divertissement est excellent. »

— Christian Gilles, LES ÉCRANS NOSTALGIQUES DU CINÉMA FRANÇAIS, Tome I